# Mümmelmannsberg
| Basisdaten          | Basisdaten            |
| ------------------- | --------------------- |
| Bundesland:         | Hamburg               |
| Bezirk:             | Hamburg-Mitte         |
| Stadtteil:          | Billstedt             |
| Fläche:             | 2,8 km²               |
| Einwohner:          | 17.980 (2014)         |
| Bevölkerungsdichte: | 6421 Einwohner je km² |
| Postleitzahl:       | 22115                 |
| Geografische Lage:  | 53° 32′ N, 10° 9′ O   |
| Kfz-Kennzeichen:    | HH                    |
| U-Bahn:             | U2                    |

Mümmelmannsberg ist eine zwischen 1970 und 1979 errichtete Großwohnsiedlung im Hamburger Stadtteil Billstedt, benannt nach der gleichnamigen Straße, die sich hier bereits vor dem Bau der Siedlung befand und an die Erzählungen vom Hasen Mümmelmann von Hermann Löns erinnert.

## Entwicklung
Die Großwohnsiedlung wurde zwischen 1970 und 1979 in zwei Bauabschnitten durch die Neue Heimat mit einem Dutzend Wohnungsbaugesellschaften errichtet. Nach den Entwürfen in Blockbauweise von Paul Schütz vom Büro Werkgemeinschaft Karlsruhe fanden 24.000 Einwohner in 7.200 Wohnungen Platz. Die Spitznamen sind zahlreich: Mümmel, Mümmelberg, Mümmeltown, Bunny Hill.

## Lage und Verkehrsanbindung
Mümmelmannsberg liegt im östlichen Teil Hamburgs, auf dem nördlichen Hang des Elbe-Urstromtales. Direkt östlich liegt hinter der Hamburger Stadtgrenze der Ortsteil Havighorst der Gemeinde Oststeinbek (Schleswig-Holstein). Das Naturschutzgebiet Boberger Niederung und die Glinder Au grenzen an diese Siedlung und sind beliebte Naherholungsziele der Mümmelmannsberger.
Mümmelmannsberg wird von der B 5 erschlossen; die A 1-Abfahrt Hamburg-Billstedt ist gut 200 Meter entfernt. Seit 1990 verfügt die Siedlung mit dem U-Bahnhof Mümmelmannsberg über einen direkten Anschluss an das Hamburger U-Bahn-Netz. Die Fahrtzeit mit der U-Bahn-Linie U2 in die Innenstadt beträgt etwa 20 Minuten. Daneben führen die VHH-Buslinien 29, 32, 332, 233 und 134 sowie die Nachtlinien 609 und 610 durch bzw. nach Mümmelmannsberg.

## Soziales Leben
Die hier beheimateten Sportvereine MSV Hamburg und SC Europa verfügen über ein vielfältiges Freizeitangebot. Einige Projekte, z. B. „Lass 1000 Steine rollen“, „die Jugendetage“ oder das Haus der Jugend, bieten Angebote speziell für Jugendliche. In unmittelbarer Nähe des U-Bahnhofes liegt das evangelische Gemeindezentrum Mümmelmannsberg.
Der Ausländeranteil beträgt knapp 23 Prozent; der Anteil an Arbeitslosen und Sozialhilfeempfängern ist überdurchschnittlich hoch.

## Eigentümer
Die Mehrheit der Wohnungen in Mümmelmannsberg befindet sich im Eigentum der städtischen SAGA Unternehmensgruppe, nämlich 4.700 der etwa 7.300 Wohneinheiten (2021). Daneben sind auch mehrere Wohnungsbaugenossenschaften große Bestandshalter.

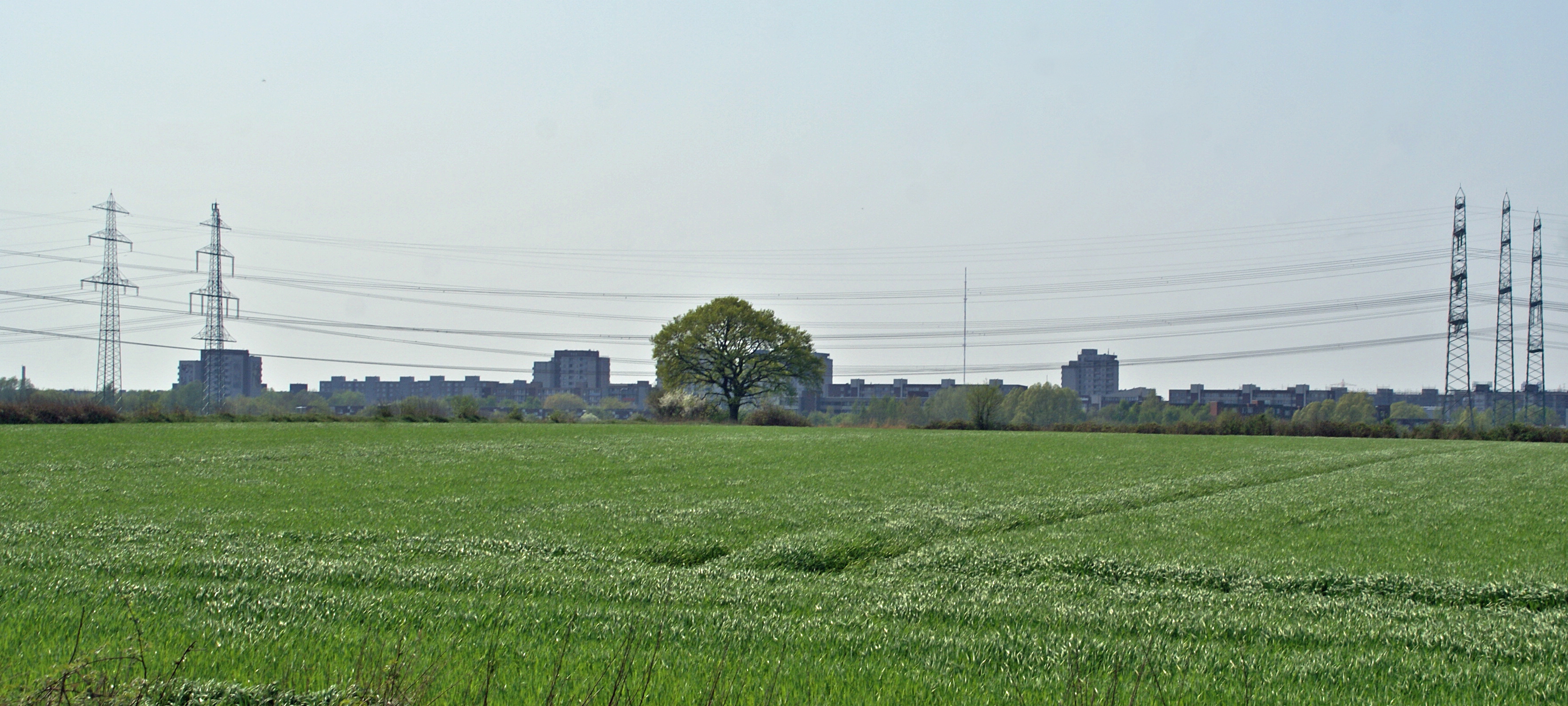
„Mümmel“ von Havighorst aus gesehen
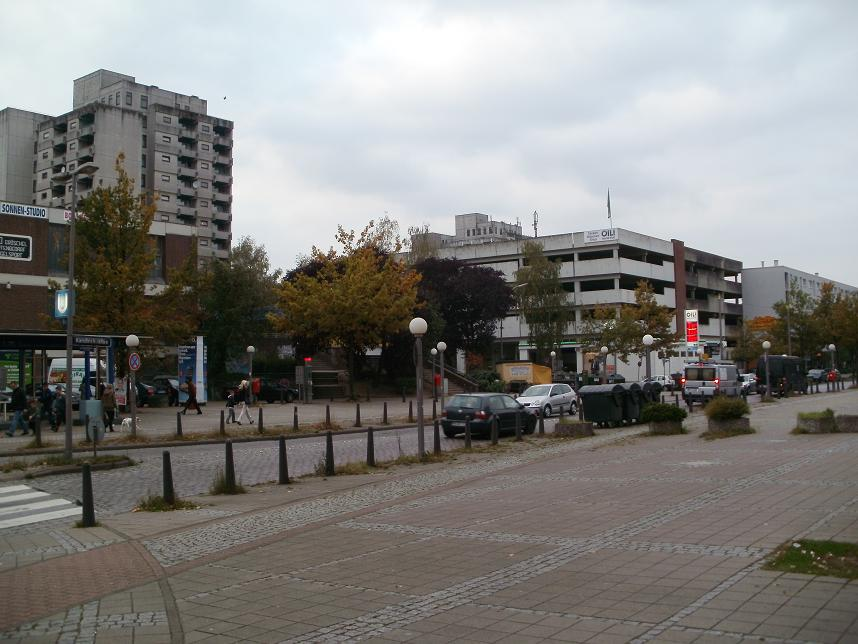
Die Nord-Süd-Straße Kandinskyallee
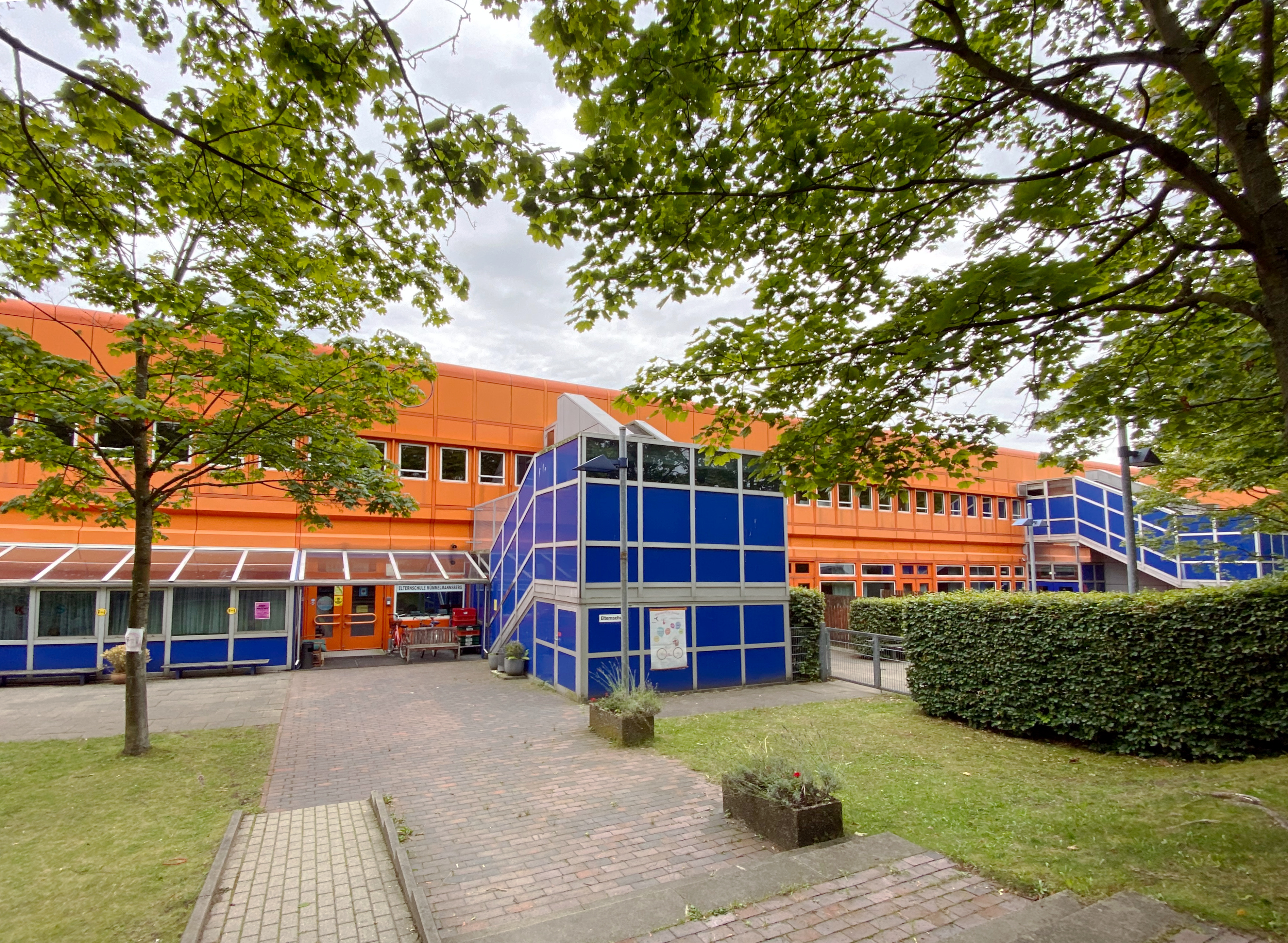
Stadtteilschule